# HB Echternach
HB Echternach, offiziell Handball Echternach, kurz HBE, ist ein ehemaliger luxemburgischer Handballverein aus Echternach mit den Vereinsfarben blau und weiß. Größte Erfolge des Vereins waren der Pokalsieg 1992 sowie der Gewinn der Meisterschaft 1994 jeweils bei den Herren. Nachdem im Jahr 2013 die Herrenmannschaft vom Spielbetrieb abgemeldet worden war, erfolgte im folgenden Jahr auch die Abmeldung der Damenmannschaft.

## Teilnahme an europäischen Wettbewerben (Herren)
| Saison  | Wettbewerb                  | Runde             | Gegner        | Gesamt | Hin       | Rück      |
| ------- | --------------------------- | ----------------- | ------------- | ------ | --------- | --------- |
| 1992/93 | Europapokal der Pokalsieger | Sechzehntelfinale | UHC Stockerau | 33:42  | 20:20 (H) | 13:22 (A) |
| 1993/94 | Euro-City-Cup               | Sechzehntelfinale | ESN Vrilissia | 48:51  | 22:26 (A) | 26:25 (H) |
| 1994/95 | EHF Champions League        | Sechzehntelfinale | OM Vitrolles  | 31:74  | 21:36 (A) | 10:38 (H) |

## Teilnahme an europäischen Wettbewerben (Damen)
| Saison  | Wettbewerb    | Runde             | Gegner               | Gesamt | Hin       | Rück      |
| ------- | ------------- | ----------------- | -------------------- | ------ | --------- | --------- |
| 1994/95 | EHF-Pokal     | Sechzehntelfinale | Debreceni Vasutas SC | 06:90  | 02:48 (A) | 04:42 (H) |
| 1995/96 | Euro-City-Cup | Sechzehntelfinale | Colégio de Gaia      | 21:44  | 10:26 (A) | 11:18 (H) |